# جایزه امی ساعات پربیننده برای بهترین تدوین صدا برای یک مینی‌سریال یا مجموعه آنتولوژی، فیلم یا ویژه‌برنامه
جایزه امی ساعات پربیننده برای بهترین تدوین صدا برای یک مینی‌سریال یا مجموعه آنتولوژی، فیلم یا ویژه‌برنامه جایزه سالانه‌ای است که به عنوان بخشی از جوایز امی هنرهای خلاق ارائه می‌شود. قبل از سال ۱۹۷۶ و بین سال‌های ۱۹۷۹ تا ۱۹۸۳، سریال‌ها و فیلم‌های محدودی برای دستیابی به بهترین تدوین صدای فیلم رقابت می‌کردند.
در لیست زیر، اولین عناوین با پس‌زمینه طلایی برنده هستند. کسانی که پس‌زمینه طلایی ندارند نامزدها هستند که به ترتیب حروف الفبا فهرست شده‌اند. سال‌هایی که مراسم در آن برگزار شده است:

## برندگان و نامزدی‌ها

### دهه ۱۹۷۰
دستاورد برجسته در تدوین صدای فیلم برای یک قسمت از یک مجموعه‌تلویزیونی یا مینی‌سریال
| سال                           | برنامه                        | قسمت | نامزد‌ها | شبکه |
| ----------------------------- | ----------------------------- | --- | ------- | ---- |
| 1976 (۲۸)                     |                               | |         |      |
| شبی که آمریکا را وحشت زده بود | شبی که آمریکا را وحشت زده بود | چارلز ایل کامبل لورنس ای نیمان، کولین سی موات، لری کارو، دونالد ایل وارنر جونیور، جان وینسلون، توماس مک مولن، جو دیویتال، کارل کریس، جان کلین، جان هانلی | ABC     |      |
| النور و فرانکلین              | النور و فرانکلین              | دون هال، ویلیام هارتمن، مایکل اوکوریان، اد روسی، دیک اسپربر، رون اسمیت، جان جوللاف، رابرت پیرسون، جان کلین، آلن لاماسترا، جای انجل                       | ABC     |      |
| پرونده ربوده‌شدن لندبرگ        | پرونده ربوده‌شدن لندبرگ        | مارون ای. کوسبرگ، لری کافمن، جک میلنر، ویلیام ام اندروز                                                                                                  | NBC     |      |

دستاورد برجسته در تدوین صدای فیلم برای ویژه‌برنامه
| سال                               | برنامه                                                       | قسمت | نامزد ها | شبکه                                                         |
| --------------------------------- | ------------------------------------------------------------ | --- | --- | ------------------------------------------------------------ |
| 1977 (29)                         |                                                              | | |                                                              |
| حمله به اینتبی                    | حمله به اینتبی                                               | میلتون بورو جین ایلیوت، دون ارنس تونی گربر، دون وی ایزاکس لری کافمن، ویلیام مانجر آ. دیوید مارشال، ریچارد اسوالد، برنارد اِف پینکس، ادوارد ساندلین، راس تینسلی                                          | NBC |                                                              |
| پسری در حباب پلاستیکی             | پسری در حباب پلاستیکی                                        | بروس بل، ویلیام جکسون، ویلیم فیلیپس، جیری پیروزی، جیری روزنتال، جان استراس، جیمز یانت | ABC |                                                              |
| النور و فرانکلین: سال‌های کاخ سفید | النور و فرانکلین: سال‌های کاخ سفید                            | ریچارد هاريسون | ABC |                                                              |
| جستجو                             | جستجو                                                        | بیل اندروز، لی چنئی، باز کوپر، جک فینلی، دیک فریدمن، استنلی ایم گیلبرت، دوگ گرند استاف باب انسان، دون وی ایزاکس، آل کجیتا، لری کافمن، مارون آی کوسبرگ، جک میلنر، ریچارد رادرمن، هانک سالرنو، لری سینگر | NBC |                                                              |
| 1978 (۳۰)                         | دستاوردهای برجسته ای در ویرایش صوتی فیلم برای یک برنامه ویژه | دستاوردهای برجسته ای در ویرایش صوتی فیلم برای یک برنامه ویژه | دستاوردهای برجسته ای در ویرایش صوتی فیلم برای یک برنامه ویژه                                                            | دستاوردهای برجسته ای در ویرایش صوتی فیلم برای یک برنامه ویژه |
| 1978 (۳۰)                         | هوارد هيوز شگفت‌انگیز                                         | هوارد هيوز شگفت‌انگیز | مایکل کوریگان، دونالد هیگینز، ویلیام جکسون، جان کلین، دیک لیگرن، جری پیروزی، جری روزنتال، جان استراس، جیمز یانت         | CBS                                                          |
| 1978 (۳۰)                         | راز تاریک خانه درو                                           | راز تاریک خانه درو | رابرت بیگگارت، جفری بوشلمان، جان بوشلمان، جریمی هوناک، برنارد اف پینکس، جری روزنتال، ادوارد ال ساندلین پاتریک سومرست    | NBC                                                          |
| 1978 (۳۰)                         | آخرین هورا                                                   | آخرین هورا | لی چانی، دان کراسبی، دوگ گرند استاف باب انسان، دان وی ایزاکس، ال کجیتا، لری کافمن، استیو اولسون، هانک سالرنو، لری سینگر | NBC                                                          |
| 1978 (۳۰)                         | ایستادن بلند                                                 | ایستادن بلند | دوين آوري، تام برک، چيك کامرا، دون هال                                                                                  | NBC                                                          |
| 1978 (۳۰)                         | تارانتولا: بار مرگبار                                        | تارانتولا: بار مرگبار | لری کارو، پیتر اس هابارد، چاک موران، کولین موات، دیوید پتتیجون، فرد استافورد، گاری وگان، دون وارنر                      | CBS                                                          |
| 1978 (۳۰)                         | کشتن یه پلیس                                                 | کشتن یه پلیس | لی چانی، کریستوفر چولاک، دون کراسبی، مارک دنیس، دوگ گرند استاف دون وی ایزاکس، هانک سالرنو، لری سینگر                    | NBC                                                          |
| 1978 (۳۰)                         | دستاوردهای برجسته در هر زمینه ی صنایع فنی                    | | |                                                              |
| 1978 (۳۰)                         | شهر ما                                                       | شهر ما | ویلیام براونل، جان کانتروا                                                                                              | NBC                                                          |

دهه ۱۹۸۰
| سال                                             | برنامه                                          | قسمت | نامزد ها | شبکه                                          |
| ----------------------------------------------- | ----------------------------------------------- | --- | --- | --------------------------------------------- |
| 1982 (35)                                       | دستاوردهای برجسته فردی - دستاوردهای ویژه خلاق   | دستاوردهای برجسته فردی - دستاوردهای ویژه خلاق | دستاوردهای برجسته فردی - دستاوردهای ویژه خلاق                                                                                             | دستاوردهای برجسته فردی - دستاوردهای ویژه خلاق |
| 1982 (35)                                       | مارکو پولو                                      | " قسمت چهارم " | جیف بوشلمان، استیو بوشلمان، بارنی کابال، ویلیام دی نیکولاس، جری گولدنگ، بابب کورتز، ایان مکگرگر اسکات، لتی اودنی، پاتریک سومرست، آشر ییتز | NBC                                           |
| 1983 (36م)                                      |                                                 | | |                                               |
| آهنگ اعدام                                      | آهنگ اعدام                                      | جیمز تروتمن، دیوید دی کالدوئل، پل بی کلی، پل لاون، آنتونی ماگرو، ریچارد رادرمن، کارن راش، جفری ایل ساندلر، ویلیام شنبرگ، دان توماس، آشر ییتز، چارلز مک کان                                                                                                 | NBC |                                               |
| آبی و خاکستری                                   | "جزء اول"                                       | جو ملودی، راس تینسلی، تام کورنویل، دیوید آر الیوت، مایکل هیلکین، فرد جودکینز، جان کلین، راستی تینسلی ، کریستوفر تی ولچ | CBS |                                               |
| شجاعت غیرمعمول                                  | شجاعت غیرمعمول                                  | کریستوفر ویلش، راس تینسلی، کاتی بورو، گرگ دیلون، جان کلین، ویلیام مانجر | CBS |                                               |
| چه کسی فرزندانم را دوست خواهد داشت؟             | چه کسی فرزندانم را دوست خواهد داشت؟             | مایکل هیلکین، راس تینسلی، بیل جکسون، جوزف آ مایر، جیل تاگارت، راستی تینسلی و بن وانگ | ABC |                                               |
| باد جنگ                                         | "به سمت "ميلستروم"                              | کیت استافورد، ریچارد آدامز، دنیس داتون، جیمز فرچ، رابرت گاتکنهچ، کارل ماکیان، لی اسبورن، برنارد ف. پینکس، ادوارد اساندلین، ایان مک گریگور اسکات | ABC |                                               |
| 1984 (37م)                                      |                                                 | | |                                               |
| روز بعد                                         | روز بعد                                         | کریستوفر ویلچ، برائن کورسیر، گریگ دیلون، دیوید آر الیوت، مایکل هیلکین، فرد جودکینز، کارل ماهاکیان، جوزف آ مایر، جو ملودی، کاترین شور، ریچارد شور جیل تاگارت، روی پرندرگاست                                                                                 | ABC |                                               |
| پرواز ۹۰: فاجعه در رودخانه پوتوماک              | پرواز ۹۰: فاجعه در رودخانه پوتوماک              | بیل ویستروم، سام بلک، دوغ گری، ميس ماتیوسیان، بیل تیدرمن، دیوید ای. ویتکر جان میک | NBC |                                               |
| کنی راجرز به عنوان بازیگر: ماجراجویی ادامه دارد | کنی راجرز به عنوان بازیگر: ماجراجویی ادامه دارد | جوزف آ مایر، برایان کورسیر، دینو دیمورو، بیل جکسون، جان کلین، ویلیام مانجر کریستوفر ویلش، تام کارلین | CBS |                                               |
| اتوبوسی به نام هوس                              | اتوبوسی به نام هوس                              | جیمز تروتمن، دیوید دی کالدوئل، تری چامبرز، راس هیل، کریس جارگو، آنتونی ماگرو، ریچارد رادرمن، دان توماس، تالی پالو، استیو لیونگستون | ABC |                                               |
| پنجم: نبرد نهایی                                | "جزيه دوم"                                      | رون تینسلی، الکس باماتر، چیک کامرا، لی چین، لری کافمن، سید لوبو، رالف ساندلر، کورین سیسرگو، جی آلفرد اسمیت، مارک سدرن | NBC |                                               |
| 1985 (38م)                                      |                                                 | | |                                               |
| والنبرگ: داستان یک قهرمان                       | والنبرگ: داستان یک قهرمان                       | جف کلارک، پل تیموتھی کاردن، نیکولاس ایلیوپولوس، جف کوفورد، دونالد ج. مالوف، ریچارد رادرمن، گرگ استیسی، دان توماس، جیمز تروتمن، مایک ویرنیگ، تالی پالو، جان لا سالاندرا                                                                                     | NBC |                                               |
| داستان خرگوش                                    | داستان خرگوش                                    | دیوید آر الیوت، جان کلین، وال کوکلوسکی، گرگ شورر، کلیو اسمیت، راستی تینسلی، جیل تاگارت، کورت سوبل | ABC |                                               |
| کودکان در آتش سوزی                              | کودکان در آتش سوزی                              | دیوید آر الیوت، دینو دیمورو، فرد جودکینز، جان کلین، کلیو اسمیت، راستی تینسلی، اسکات ای تینسلی ، راس تینسلی و آلن کی روزن | NBC |                                               |
| سفارت                                           | سفارت                                           | دیوید آر الیوت، دینو دیمورو، مارک فریدن، فرد جودکینز، جان کلین، گرگ شورر، کلیو اسمیت، راستی تینسلی، اسکات آ تینسلی ، دنیز وایتینگ، اویجین مارکس | ABC |                                               |
| فضا                                             | "جزيه پنجم"                                     | لون بندر ویلی استیتمن تری لین آلن، دیوید بارتل، جیل دبی، جان دوفی، کامرون فرانکلی، آورام دی گولد، راندی کلی، الیوت کورتس، بابب کورتز، کلیف لاتیمر، مارک استوکینگر جوزف آ مایر، استان گیلبرت، استیفن م رو                                                   | CBS |                                               |
| 1986 (39م)                                      |                                                 | | |                                               |
| تحت محاصره                                      | تحت محاصره                                      | دیوید آر الیوت، دینو دیمورو، مارک فریدن، جی مایکل گراهام، لری کامپ، جوزف آ مایر، جو ملودی، استوارت نلسن، گرگ شوور، اریک اسکات، راستی تینسلی، اسکات آ تینسلی ، اسکیپ ویلیامز، راس تینسلی و دانیل آلن کارلین                                                 | NBC |                                               |
| آلیس در سرزمین عجایب                            | "جزيه دوم"                                      | جو ملودی، دینو دیمورو، دیوید آر ایلیوت، مارک فریدن، آنتونی ایپپولیتو، لری کامپ، جان کلین، گرگ شورر، راستی تینسلی، اسکات ای تینسلی ، جوزف ای مایر، ارما ای لیون                                                                                             | CBS |                                               |
| دالاس: سال‌های اولیه                             | دالاس: سال‌های اولیه                             | دیوید دی کالدوئل، ایرون کاددن، تری چامبرز، استوارت چاسمر، براین کورسیر، ریک کرمپتون، دان فینرتی، دونالد فلک، دون هیگنز، تد جانستون، جیمز کوفورد، اینگبورگ لارسون، لیندا موس، لوری او شاتز، گریگ استیسی، دیک واندنبرگ، مایک ویرنیگ، تالی پالو، پاتریشیا پیک | CBS |                                               |
| شمال و جنوب                                     | "جزيه دوم"                                      | رون تینسلی، آندری باچا، الکس باماتره، استو برنستین، لی چانی، وینسن کنلی، جین ایلیوت، لری کافمن، سید لوبو، والتر نیومن، کورین سیزارگو، استیفن ای هپ | ABC |                                               |
| شمال و جنوب، کتاب دوم                           | "جزيه 6"                                        | جیمز تروتمن، تری چامبرز، برایان کورسیر، جیم دی روس، اد فاسل، دان فینرتی، دان ماندل، ریچارد رادرمن، گرگ استاسی، دیک واندنبرگ، آرت اتینگر، استیفن آ. هوب | ABC |                                               |
| پیتر اعظم                                       | "جزء اول"                                       | جیمز تروتمن، دیوید دی کالدوئل، تری چیمبرز، برائن کورسیر، دان فینرتی، جیمز کوفورد، لیندا موس، ریچارد رادرمن، گرگ استیسی، مارتی استاین، مایک ویرنیگ، پل بی کلی، دان کارلین بزرگ                                                                              | NBC |                                               |
| 1987 (39م)                                      |                                                 | | |                                               |
| علل غیر طبیعی                                   | علل غیر طبیعی                                   | وینس گوتیرز، ویلیام اچ آنگارولا، کلارک کنراد، دوغ گری، ميس ماتیوسیان، آنتونی مازی، مایکل ج. میچل، مات ساولسون، ادوارد ايف سوسکی، جیمز وولونگتون، باربارا اساک، جان جانسون دان کارلین بزرگ                                                                  | NBC |                                               |
| فرسنو                                           | " قسمت چهارم "                                  | بیل ویستروم، ویلیام اچ انگارولا، کلارک کنراد، استیو دوتکوویچ، کن گلادن، دوگ گری، جان هینی، جای جونز، انتونی مازی، استیو پدرسون، مات ساولسون، براد شیرمن، ادوارد اِف سوسکی، جیمز ولونگتون، بیل تیدرمن، جان جانسون دان کارلین بزرگ                            | CBS |                                               |
| قهرمان خانواده                                  | قهرمان خانواده                                  | گاری وینتر، ری آلبا، آلن برومبرگ، جان م کولول، جو دیویتل، رابرت گوتکنهچ، لری مان، مایکل اوکوریان، جیم سیراکوسا، کندرک سویت، کریگ وانداگریف، کلیف بل جونیور، روی پرندرگاست                                                                                  | ABC |                                               |
| جاسوسان کوچولو                                  | جاسوسان کوچولو                                  | گاری وینتر، جو دیویتال، رابرت گوتکنهچ، ویلیام هوپر، ویلیAM جاکوبز، لری مان، مایکل اوکوریان، استیو اولسون، کندرک سویت، بیل یونگ، کلیف بل جونیور، کیتی درینگ                                                                                                 | ABC |                                               |
| بر روی یک لبه                                   | "جزيه دوم"                                      | دیوید آر الیوت، دینو دیمورو، مارک فریدن، جی مایکل گراهام، جو ملودی، استوارت نلسن، راستی تینسلی، اسکات ای تینسلی ، مایکل سی گوتیرز، بیل ووجتلاندر، جان میک                                                                                                  | ABC |                                               |
| 1988 (۴۰)                                       |                                                 | | |                                               |
| قتل مری فگان                                    | قتل مری فگان                                    | ریچ هاریسون، تام کورنویل، پیتر هاریسون ، توماس مکمولن، استان سیگل، تالی پالوز، آلن کی روزن | NBC |                                               |
| زمین ستاره ویجر                                 | "جزيه دوم"                                      | جو ملودی، راستی بیت، دینو دیمورو، گولدن فلتون، مارک فریدن، جی مایکل گراهام، لنی جینینگز، آ دیوید مارشال، دیو مک مایلر، گرگ شورر، اسکات آ تینسلی، مایکل سی گوتیرز، جان میک، مارک استیل، گاری مچیل                                                           | ABC |                                               |
| بازگشت سگ پشمالو                                | "جزيه دوم"                                      | گاری وینتر، دیک ورمن، جان کلین، کریگ وانداگریف، جو دیویتائل، آلن برومبرگ، اد اسبورن، کلیف بل جونیور، جیمی فورستر | ABC |                                               |
| سگ رو نجات بده                                  | سگ رو نجات بده                                  | گاری وینتر، جک ای فینلی، ویلیام هوپر، جان کلین، توماس مکمولن، مایکل اوکوریان، گاری وگان، دیک ورمن، بیل ینگ، کریگ وانداگریف، کلیف بل جونیور، کاتلین بنت | کانال دیزنی |                                               |
| پرواز ۸۴۷: داستان یولی دریکسون                  | پرواز ۸۴۷: داستان یولی دریکسون                  | دوین آویری، دانکن برنز، تری چامبرز، جف کلارک، مایکل پی کوک، اد فاسل، آدام جانستون، جیمز کوفورد، کارین راجرز، اسکیپ ویلیامز، دیوید لوئیس یودال جیری جیکوبسون، گیل کلارک برچ، استیو لیونگستون                                                                | NBC |                                               |
| 1989 (41م)                                      |                                                 | | |                                               |
| کبوتر تنها                                      | "دشت ها"                                        | دیو مک مایلر، جو ملودی، مارک استیل، ریچارد اس استیل ، مایکل ج. رایت، گاری مچیل، استیفن گربز، مارک فریدن، چارلز آر بیت جونیور، اسکات آ. تینسلی، کارلا کالدوئل، جورج بیل، جی مایکل گراهام، کریستی جانز، تام ویلانو، جیمز فورستر                              | CBS |                                               |
| دیوید                                           | دیوید                                           | استیفن گربز، رندال اس توماس، دیوید شارف، گاری اس گلفاند، جوزف جانستون، کن گلادن، ترنس توماس، آندری کاپوراسو، فیل جمالاس، برایان ریسنر، سام بلک، ریچارد سی آلن                                                                                              | ABC |                                               |
| به سوی نور بروید                                | به سوی نور بروید                                | دیوید هانکینز، پات مککورمیک، ریچارد تیلور، مات ساولسون، جوئل والنتین، بوبی مکستون، برائن توماس نیست، استیو دوتکوویچ، استیو لیونگستون، کن جانسون | CBS |                                               |
| آسمان رو بدزد                                   | آسمان رو بدزد                                   | دیو مک مایلر، جو ملودی، مارک فریدن، جی مایکل گراهام، گاری مچیل، آ. دیوید مارشال، دیان مارشال ، مارک استیل، راستی تینسلی، اسکات آ. تینسلی ، چارلز آر بیت جونیور، کریستوفر آسلز، کریستی جانز، آلن کی روزن                                                    | هوبو |                                               |
| جنگ و یادبود                                    | "جزيه هفتم"                                     | مایکل اوکوریان، گاری وینتر، جان کافمن، رابرت گاتکنهچ، توماس مکمولن، ویلیام هوپر، ریچارد ورونمن، سام جمیت، جان م. کولول، جیم سیراکوسا، کریگ وانداگریف، ری آلبا، ویلیامین جاکوبز، استیو اولسن، بیل یونگ، جو دیویتال، جان کلین، کلیف بل جونیور، کریس لیدسما   | ABC |                                               |

### دهه ۱۹۹۰
| Year                                                                          | Program                                                                       | Episode | Nominees | Network |
| ----------------------------------------------------------------------------- | ----------------------------------------------------------------------------- | --- | -------- | ------- |
| 1990 (42nd)                                                                   |                                                                               | |          |         |
| Challenger                                                                    | Challenger                                                                    | Vince Gutierrez, Randal S. Thomas, Ken Gladden, Mace Matiosian, Joseph A. Johnston, T.W. Davis, Doug Gray, John S. Orr, Gary S. Gelfand, Andre Caporaso, Russell Brower, David Scharf, Phil Jamtaas, John Caper Jr. | CBS      |         |
| Family of Spies                                                               | Family of Spies                                                               | Burton Weinstein, Michael C. Gutierrez, Randal S. Thomas, Joseph A. Johnston, Ken Gladden, George R. Groves Jr., Phil Jamtaas, Sam Black, Andre Caporaso, Clark Conrad, Gary S. Gelfand, John S. Orr, David Scharf, Terence Thomas, T.W. Davis, Abby Treloggen                                                                                      | NBC      |         |
| Drug Wars: The Camarena Story                                                 | "Part 3"                                                                      | John A. Larsen, Brian Thomas Nist, Pat McCormick, Brad Sherman, H. Jay Levine, Fred Cipriano, Michael Tomack, Ralph Osborn III, Bruce P. Michaels, James Hebenstreit, Matt Sawelson, Richard Marx, Richard C. Allen | NBC      |         |
| The Old Man and the Sea                                                       | The Old Man and the Sea                                                       | Stephen Grubbs, Randal S. Thomas, David Scharf, Gary S. Gelfand, Joseph A. Johnston, Ken Gladden, Terence Thomas, Andre Caporaso, Phil Jamtaas, Brian Risner, Sam Black, Richard C. Allen | NBC      |         |
| 1991 (43rd)                                                                   |                                                                               | |          |         |
| Son of the Morning Star                                                       | "Part 2"                                                                      | G. Michael Graham, Joe Melody, Richard S. Steele, Mark Steele, Gary Macheel, Charles R. Beith Jr., Mark Friedgen, Dan Luna, Michael J. Wright, Bob Costanza, Christopher Assells, Dave McMoyler, Bill Bell, Scott A. Tinsley, Phil Jamtaas, Andre Caporaso, Stephen Grubbs, Kristi Johns, John Caper Jr.                                            | ABC      |         |
| Ironclads                                                                     | Ironclads                                                                     | Burton Weinstein, Stephen Grubbs, Clark Conrad, Craig M. Otte, Terence Thomas, Randal S. Thomas, Andre Caporaso, Phil Jamtaas, Brian Risner, James Wolvington, Mace Matiosian, Lori Slomka | TNT      |         |
| Paris Trout                                                                   | Paris Trout                                                                   | Dave Weathers, Matt Sawelson, James Hebenstreit, Brad Sherman, Adam Sawelson, Ralph Osborn, Brian Thomas Nist, Frank A. Fuller Jr., John Voss Bonds Jr., Peter Bergren, Bruce P. Michaels, Erma E. Levin | Showtime |         |
| Separate But Equal                                                            | "Part 1"                                                                      | David Hankins, Brian Thomas Nist, John Haeny, Peter Bergren, Ralph Osborn, Joe Earle, John Voss Bonds Jr., Brad Sherman, Adam Sawelson, Matt Sawelson, Frank A. Fuller Jr., Bruce P. Michaels, Joanie Diener | ABC      |         |
| 1992 (44th)                                                                   |                                                                               | |          |         |
| Crash Landing: The Rescue of Flight 232                                       | Crash Landing: The Rescue of Flight 232                                       | Stephen Grubbs, Randal S. Thomas, Clark Conrad, Gary S. Gelfand, Terence Thomas, Joseph A. Johnston, David Scharf, Craig M. Otte, Andre Caporaso, Phil Jamtaas, Stan Jones | ABC      |         |
| Cast a Deadly Spell                                                           | Cast a Deadly Spell                                                           | David Hankins, Brian Thomas Nist, Peter Bergren, Pat McCormick, Richard F.W. Davis, Matt Sawelson, Adam Sawelson, Joe Earle, James Hebenstreit, Ralph Osborn, Dave Weathers, Bruce P. Michaels, Lise Richardson | HBO      |         |
| Conagher                                                                      | Conagher                                                                      | Joe Melody, Scott A. Tinsley, Mark Steele, Richard S. Steele, Gary Macheel, Bob Costanza, Dan Luna, Michael J. Wright, T.W. Davis, Kristi Johns | TNT      |         |
| I'll Fly Away                                                                 | "Pilot"                                                                       | Richard Taylor, Michael C. Gutierrez, Brian Thomas Nist, Matt Sawelson, H. Jay Levine, Peter Bergren, John Voss Bonds Jr., Frank A. Fuller Jr., Joe Earle, James Hebenstreit, Peter Austin, Gary S. Gelfand, Randal S. Thomas, Adam Sawelson, Ralph Osborn, Albert Edmund Lord III, Bruce P. Michaels, Dave Weathers, Patty von Arx, Allan K. Rosen | NBC      |         |
| Wedlock                                                                       | Wedlock                                                                       | Dave Weathers, Anthony Mazzei, Joe Earle, Frank A. Fuller Jr., Brian Thomas Nist, John Voss Bonds Jr., Peter Bergren, John Haeny, Matt Sawelson, Adam Sawelson, James Hebenstreit, Gary Lewis, Ralph Osborn, H. Jay Levine, Albert Edmund Lord III, Bruce P. Michaels, Richard Whitfield, Carlton Kaller                                            | HBO      |         |
| 1993 (45th)                                                                   |                                                                               | |          |         |
| The Fire Next Time                                                            | "Part 1"                                                                      | Charles R. Beith Jr., Philip A. Hess, Bill Bell, David C. Eichhorn, Tim Terusa, Rusty Tinsley, Scott Eilers, Mark Steele, Richard S. Steele, G. Michael Graham, Mark Friedgen, Gary Shinkle, Gary Macheel, Mike Dickeson, Dan Luna, Kristi Johns, J. Michael Hooser, Bob Costanza, Roy Prendergast, Gerry Rothschild                                | CBS      |         |
| Alex Haley's Queen                                                            | "Part 3"                                                                      | G. Michael Graham, Mark Steele, Stuart Calderon, Richard S. Steele, Rick Crampton, Tim Terusa, John Voss Bonds Jr., Bob Costanza, Mike Dickeson, Gary Macheel, Mark Friedgen, Bill Bell, Dan Luna, Phil Jamtaas, J. Michael Hooser, Todd Kasow | CBS      |         |
| The Positively True Adventures of the Alleged Texas Cheerleader-Murdering Mom | The Positively True Adventures of the Alleged Texas Cheerleader-Murdering Mom | Joe Melody, Tim Terusa, Gary Macheel, Richard S. Steele, Bob Costanza, David C. Eichhorn, Bill Bell, Rusty Tinsley, Mike Dickeson, Dan Luna, Kristi Johns, Allan K. Rosen | HBO      |         |
| Stalin                                                                        | Stalin                                                                        | G. Michael Graham, Mark Friedgen, Tim Terusa, Philip A. Hess, Bill Bell, Greg Schorer, David C. Eichhorn, Rusty Tinsley, Charles R. Beith Jr., Scott Eilers, Gary Shinkle, Richard S. Steele, Mark Steele, Bob Costanza, Dan Luna, Michael J. Wright, Gary Macheel, J. Michael Hooser, A. David Marshall, Kristi Johns, Peter Davies                | HBO      |         |
| Stephen King's The Tommyknockers                                              | "Part 2"                                                                      | Richard Taylor, Peter Austin, David Beadle, Peter Bergren, Ken Gladden, Sonya Henry, Gary Lewis, Myron Nettinga, Brian Thomas Nist, Adam Sawelson, Matt Sawelson, Bruce Tanis, James Hebenstreit, Albert Edmund Lord III, Marty Wereski | ABC      |         |
| 1994 (46th)                                                                   |                                                                               | |          |         |
| Heart of Darkness                                                             | Heart of Darkness                                                             | Joe Melody, Kristi Johns, Gary Macheel, David C. Eichhorn, A. David Marshall, Mike Dickeson, Bob Costanza, Scott Eilers, Tim Terusa, Rusty Tinsley, Richard S. Steele, Mark Steele, Bill Bell, Allan K. Rosen, Jill Schachne, Tim Chilton | TNT      |         |
| Geronimo                                                                      | Geronimo                                                                      | Charles R. Beith Jr., J. Michael Hooser, Bill Bell, Bob Costanza, Rick Crampton, Stuart Calderon, Mike Dickeson, David C. Eichhorn, Gary Macheel, Richard S. Steele, Mark Steele, Tim Terusa, Darren Wright, Allan K. Rosen, Patty von Arx, Jill Schachne, Tim Chilton                                                                              | TNT      |         |
| Gypsy                                                                         | Gypsy                                                                         | Greg Schorer, J. Michael Hooser, Bob Costanza, Mike Dickeson, Gary Macheel, Richard S. Steele, Mark Steele, Rick Crampton, David C. Eichhorn, Rusty Tinsley, Stuart Calderon, Gary Shinkle, Scott Grusin, Chris Ledesma, Sally Boldt, Jill Schachne, Tim Chilton, Sharon Michaels, Joseph Malone, Joe Bennett, Tim Terusa                           | CBS      |         |
| Oldest Living Confederate Widow Tells All                                     | Oldest Living Confederate Widow Tells All                                     | David Hankins, David Beadle, Peter Bergren, Joseph H. Earle, Linda Keim, Gary Lewis, Myron Nettinga, Adam Sawelson, Matt Sawelson, Bruce P. Michaels, James Hebenstreit, Albert Edmund Lord III, Marty Wereski, Patricia Nedd, Alyson Dee Moore | CBS      |         |
| To Dance with the White Dog                                                   | To Dance with the White Dog                                                   | Michael O'Corrigan, Ian MacGregor-Scott, Sam Gemette, Jim Yant, John M. Colwell, Steve Olson, Joe Divitale, Karyn Foster, Sarah Goldsmith, John F. Reynolds, Terry Delsing, Gail Steele, Evelyn Dutton | CBS      |         |
| White Mile                                                                    | White Mile                                                                    | Charles R. Beith Jr., Bob Costanza, Rick Crampton, Mike Dickeson, Steffan Falesitch, Gary Macheel, Mark Steele, Richard S. Steele, Tim Terusa, Craig Clark, Peter Harrison, David C. Eichhorn, Tom Cornwell, J. Michael Hooser, Bill Bell, Ernesto Mas, Stan Jones, Jill Schachne, Tim Chilton                                                      | HBO      |         |
| 1995 (47th)                                                                   |                                                                               | |          |         |
| Tom Clancy's OP Center                                                        | "Part 1"                                                                      | Joe Melody, G. Michael Graham, J. Michael Hooser, Mark Friedgen, Mark Steele, Richard S. Steele, Anton Holden, Bob Costanza, Mike Dickeson, Darren Wright, John K. Adams, Mark R. La Pointe, Rusty Tinsley, Tim Terusa, Rick Crampton, Gary Macheel, Scott A. Tinsley, Bill Bell, Allan K. Rosen, Patty von Arx, Tim Chilton, Jill Schachne         | NBC      |         |
| Buffalo Girls                                                                 | "Part 1"                                                                      | G. Michael Graham, Joe Melody, J. Michael Hooser, Anton Holden, Mike Dickeson, Tim Terusa, Darren Wright, John K. Adams, Bob Costanza, Mark Steele, Gary Macheel, Rusty Tinsley, Richard S. Steele, Rick Crampton, Bill Bell, Tim Chilton, Jill Schachne, Stan Jones, Mark Heyes                                                                    | CBS      |         |
| Children of the Dust                                                          | "Part 1"                                                                      | David Hankins, James Hebenstreit, Eric Erickson, Peter Austin, Benjamin Beardwood, Gary Lewis, Ralph Osborn, Adam Sawelson, Peter Bergren, Margaret Carlton, Joe Earle, Linda Keim, Myron Nettinga, Brian Thomas Nist, Bruce Tanis, Marty Wereski, Alyson Dee Moore, Patricia Nedd                                                                  | CBS      |         |
| In Search of Dr. Seuss                                                        | In Search of Dr. Seuss                                                        | Peter Austin, Albert Edmund Lord III, David Beadle, Ron Evans, Dennis Gray, Sonya Henry, Ralph Osborn, Adam Sawelson, Peter Bergren, James Hebenstreit, Brian Thomas Nist, Bruce Tanis, Joe Earle, Nancy Parker, Pamela Kahn | TNT      |         |
| Joseph                                                                        | "Part 1"                                                                      | G. Michael Graham, Joe Melody, Kristi Johns, Tim Terusa, David C. Eichhorn, Anton Holden, Rusty Tinsley, Rick Crampton, Mark Steele, John K. Adams, Bob Costanza, Mike Dickeson, Darren Wright, Gary Macheel, Richard S. Steele, Bill Bell, Tim Chilton, Jill Schachne                                                                              | TNT      |         |
| See Jane Run                                                                  | See Jane Run                                                                  | Michael O'Corrigan, Vince Gutierrez, David B. Cohn, David M. Cowan, John Chalfant, Marla McGuire, Harry Cheney, Paul J. Diller, Devin Joseph, Gary Friedman, Jay Keiser, Andre Caporaso, Terry Delsing, Adam De Coster, Michael Broomberg | ABC      |         |
| 1996 (48th)                                                                   |                                                                               | |          |         |
| The Tuskegee Airmen                                                           | The Tuskegee Airmen                                                           | G. Michael Graham, Joe Melody, Anton Holden, Bob Costanza, Tim Terusa, Mike Dickeson, Mark Steele, Darren Wright, Michael Lyle, Gary Macheel, John K. Adams, Richard S. Steele, Mark Friedgen, Bill Bell, Kristi Johns, Stan Jones, Mark Heyes, Jill Schachne, Tim Chilton                                                                          | HBO      |         |
| Dead by Sunset                                                                | "Part 1"                                                                      | David B. Cohn, Jean-Marie Mitchell, Marla McGuire, Mike Boden, Kevin Wahrman, Scott Wolf, Harry Cheney, Amy Morrison, Devin Joseph, Brian Connell, Virginia S. Ellsworth, Timothy Pearson | NBC      |         |
| Larry McMurtry's Streets of Laredo                                            | Larry McMurtry's Streets of Laredo                                            | Joe Melody, J. Michael Hooser, Tim Terusa, Bob Costanza, Anton Holden, Mike Dickeson, G. Michael Graham, Bill Bell, Mark Steele, Richard S. Steele, Gary Macheel, Rick Crampton, Darren Wright, David C. Eichhorn, Lori Slomka, Tim Chilton, Jill Schachne                                                                                          | CBS      |         |
| Peter Benchley's The Beast                                                    | Peter Benchley's The Beast                                                    | Richard LeGrand Jr., Harry E. Snodgrass, Norval D. Crutcher III, Robert Ulrich, William Hooper, Bob McNabb, Walter Spencer, William Jacobs, Gary S. Gerlich, Elliott Koretz, Stan Jones | NBC      |         |
| The Rockford Files: Godfather Knows Best                                      | The Rockford Files: Godfather Knows Best                                      | Norval D. Crutcher III, Lydian Tone, Tom Jaeger, Steve Burger, Rich Cusano, Cindy Rabideau, Stacey Nakasone, Richard Webb, Andrew Spencer Dawson, Jeffrey Kaplan, Robb Navrides, Kyle Wright, John O. Robinson III, Michael Gollom, Patty Morena, Patty McGettigan                                                                                  | CBS      |         |
| 1997 (49th)                                                                   |                                                                               | |          |         |
| Stephen King's The Shining                                                    | "Part 3"                                                                      | Thomas DeGorter, Peter Bergren, Kenneth L. Johnson, Brian Thomas Nist, Joe Earle, Bradley C. Katona, Eric A. Norris, Andrew Ellerd, Linda Keim, Bruce Tanis, Ron Evans, Gary Lewis, Barbara Issak, Paul Longstaffe, James Hebenstreit, Stan Jones, Alyson Dee Moore, Ginger Geary                                                                   | ABC      |         |
| The Cherokee Kid                                                              | The Cherokee Kid                                                              | Ron Evans, Ralph Osborn, Eric A. Norris, David Hankins, Nancy Parker, Dean Richard Marino, Dennis Gray, Myron Nettinga, Bruce Tanis, Alyson Dee Moore, Laura Laird | HBO      |         |
| Crazy Horse                                                                   | Crazy Horse                                                                   | James N. Harrison, Rich Harrison, Tom Cornwell, Charles Dayton, Peter Harrison, Rick Hinson, Tally Paulos, Gregg Barbanell, Michael Broomberg, Virginia S. Ellsworth | TNT      |         |
| David                                                                         | "Part 1"                                                                      | Bill Bell, Kristi Johns, Anton Holden, Adriane Marfiak, Michael Lyle, Bob Costanza, Mark Steele, Robert Webber, Gary Macheel, Rusty Tinsley, Lou Thomas, Tim Terusa, David C. Eichhorn, Richard S. Steele, Tim Chilton, Jill Schachne, Sharon Smith, Jack Levy                                                                                      | TNT      |         |
| William Faulkner's Old Man                                                    | William Faulkner's Old Man                                                    | Stephen Grubbs, Marty Wereski, David Scharf, Charles Bruce, Jay Keiser, Kevin Fisher, Phil Jamtaas, Adam De Coster, Paige Pollack | CBS      |         |
| 1998 (50th)                                                                   |                                                                               | |          |         |
| Rough Riders                                                                  | "Part 2"                                                                      | G. Michael Graham, Greg Schorer, Kristi Johns, Suzanne Angel, Bill Bell, Mark Friedgen, Bob Costanza, Robert Webber, Gary Macheel, Richard S. Steele, Lou Thomas, Adriane Marfiak, Anton Holden, Michael Lyle, David C. Eichhorn, Mark Steele, Tim Terusa, Rusty Tinsley, Kim Naves, Tim Chilton, Jill Schachne                                     | TNT      |         |
| The Day Lincoln Was Shot                                                      | The Day Lincoln Was Shot                                                      | G. Michael Graham, Kristi Johns, Anton Holden, Bob Costanza, Rick Crampton, Robert Webber, Richard S. Steele, Lou Thomas, Oliver Barth, Gary Macheel, Adriane Marfiak, Mark Steele, Tim Terusa, Rusty Tinsley, Jeff Charbonneau, Tim Chilton, Jill Schachne                                                                                         | TNT      |         |
| Don King: Only in America                                                     | Don King: Only in America                                                     | J. Paul Huntsman, Gloria D'Alessandro, Carin Rogers, George Nemzer, Timothy A. Cleveland, Mark L. Mangino, Paul J. Diller, Michael E. Lawshe, Karyn Foster, Terry Wilson, Dale W. Perry, Joseph T. Sabella | HBO      |         |
| From the Earth to the Moon                                                    | "Can We Do This?"                                                             | Richard Taylor, Barbara Issak, Brian Thomas Nist, Joe Earle, Christopher Brooks, Jerry Edemann, David Melhase, James A. Williams, Benjamin Beardwood, Dennis Gray, Alyson Dee Moore, Patricia Nedd | HBO      |         |
| Merlin                                                                        | "Part 1"                                                                      | Tim Lewiston, John Ireland | NBC      |         |
| Peter Benchley's Creature                                                     | "Part 1"                                                                      | William H. Angarola, Ray Spiess, Rick Hinson, Cindy Rabideau, Robert Guastini, Mark Cleary, Anna MacKenzie, Jason Lezama, Mike Marchain, Raymond E. Spiess III, Steve Bissinger, Aaron Martin, Ellen Heuer, Craig Ng | ABC      |         |
| 1999 (51st)                                                                   |                                                                               | |          |         |
| Stephen King's Storm of the Century                                           | "Part 2"                                                                      | Richard Taylor, David Melhase, Benjamin Beardwood, Dennis Gray, Paul Longstaffe, Ralph Osborn III, Peter Austin, Barbara Issak, Eric A. Norris, Brian Thomas Nist, Andrew Ellerd, Kenneth L. Johnson, Bradley C. Katona, Gary Krause, Joe Earle, Sherry Whitfield, Nancy Parker, Patricia Nedd                                                      | ABC      |         |
| Houdini                                                                       | Houdini                                                                       | William H. Angarola, Rick Hinson, Anna MacKenzie, Ray Spiess, Mike Marchain, Skip Adams, Robert Guastini, Cindy Rabideau, Jeanette Surga, Zane D. Bruce, Joseph T. Sabella | TNT      |         |
| Purgatory                                                                     | Purgatory                                                                     | Mark Friedgen, G. Michael Graham, Suzanne Angel, William C. Carruth, Bill Bell, Bob Costanza, Mike Dickeson, Anton Holden, Tim Terusa, Adriane Marfiak, Michael Lyle, Gary Macheel, Mark Steele, Richard S. Steele, Lou Thomas, Allan K. Rosen, Tim Chilton, Jill Schachne                                                                          | TNT      |         |
| A Soldier's Sweetheart                                                        | A Soldier's Sweetheart                                                        | William H. Angarola, Rick Hinson, Anna MacKenzie, Raymond E. Spiess III, Cindy Rabideau, Mike Marchain, Jason Lezama, Robert Guastini, Ray Spiess, Ron Finn, Christopher Moriana, Katie Rowe | Showtime |         |
| Tom Clancy's NetForce                                                         | "Part 1"                                                                      | G. Michael Graham, William C. Carruth, Mark Friedgen, Bill Bell, Anton Holden, Mike Dickeson, Scott A. Tinsley, Rick Crampton, David C. Eichhorn, Richard S. Steele, Rusty Tinsley, Adriane Marfiak, Gary Macheel, Tim Terusa, Lou Thomas, Marc Caruso, Tim Chilton, Jill Schachne                                                                  | ABC      |         |

### دهه ۲۰۰۰
| Year                                          | Program                                       | Episode | Nominees | Network |
| --------------------------------------------- | --------------------------------------------- | --- | -------- | ------- |
| 2000 (52nd)                                   |                                               | |          |         |
| The Hunley                                    | The Hunley                                    | G. Michael Graham, Suzanne Angel, Anton Holden, Bill Bell, Bob Costanza, Gary Macheel, Lou Thomas, Tim Terusa, Mike Dickeson, Michael Lyle, Rick Crampton, Richard S. Steele, Robert Webber, Rusty Tinsley, David Bondelevitch, Tim Chilton, Jill Schachne                               | TNT      |         |
| Animal Farm                                   | Animal Farm                                   | Nigel Heath, James Feltham, Julian Slater, Diane Greaves, Jason Swanscott, Arthur Graley | TNT      |         |
| The Crossing                                  | The Crossing                                  | Christopher Sheldon, Jim Borgardt, Charles W. Ritter, Willy Allen, Dane Davis, Sherry Whitfield, Jerry Trent, Andrew Lackey | A&E      |         |
| Harlan County War                             | Harlan County War                             | Richard Taylor, Brian Thomas Nist, Scott Wolf, Trevor Jolly, Barbara Issak, Christopher B. Reeves, David Melhase, Cindy Rabideau, Ralph Osborn, Nancy Parker, Vince Nicastro | Showtime |         |
| Introducing Dorothy Dandridge                 | Introducing Dorothy Dandridge                 | David Hankins, Doug Kent, Bruce Tanis, Frank Smathers, Michael Babcock, Jeff Sawyer, David Beadle, Helen Luttrell, Sonya Henry, Larry Goeb, Kathy Durning, Chris McGeary, Dale W. Perry, Michael Broomberg                                                                               | HBO      |         |
| 2001 (53rd)                                   |                                               | |          |         |
| 61*                                           | 61*                                           | Robert Grieve, Scott M. Silvey, Meg Taylor, Wayne Griffin, Kimberly Harris, Stephanie Lowry, Richard Partlow, Ellen Heuer | HBO      |         |
| Anne Frank: The Whole Story                   | "Part 2"                                      | John Benson, Walter Michael Bost, Michael Babcock, Erik Aadahl, Andrew Ellerd, Jeff Sawyer, David Beadle, Sonya Henry, Helen Luttrell, Ralph Osborn III, Patrick Hogan, Gretchen Thoma, Timothy Pearson                                                                                  | ABC      |         |
| Conspiracy                                    | Conspiracy                                    | Christopher Ackland, Gillian Dodders, Alan Paley, Felicity Cottrell, Jason Swanscott | HBO      |         |
| Frank Herbert's Dune                          | "Part 3"                                      | Jay Wilkinson, Erik Aadahl, Bruce Tanis, Victor Iorillo, Andrew Ellerd, Bob Newlan, Ulrika Akander, David Grecu, Sonya Henry, David Beadle, Jeff Rosen, Larry Goeb, R.J. Palmer, Helen Luttrell, Patrick Hogan, Joshua Winget, Dale W. Perry                                             | Sci Fi   |         |
| Nuremberg                                     | "Part 2"                                      | Paul Shikata, Richard Cadger, Ronayne Higginson, Donna Powell | TNT      |         |
| 2002 (54th)                                   |                                               | |          |         |
| Band of Brothers                              | "Day of Days"                                 | Campbell Askew, Paul Conway, James Boyle, Ross Adams, Andy Kennedy, Howard Halsall, Robert Gavin, Grahame Peters, Michael Higham, Dashiell Rae, Andie Derrick, Peter Burgis | HBO      |         |
| Anne Rice's The Feast of All Saints           | Anne Rice's The Feast of All Saints           | Anthony Mazzei, David B. Cohn, Larry Mann, Jane Boegel, Barbara J. Boguski, Russell DeWolf, Tom Scurry, Erik Aadahl, Allan Bromberg, Todd Murakami, Eric Williams, Dale W. Perry | Showtime |         |
| The Lost Battalion                            | The Lost Battalion                            | David C. Eichhorn, William C. Carruth, Michael Lyle, Rusty Tinsley, Mike Dickeson, Kevin Fisher, Tim Terusa, Rick Crampton, Joy Ealy, Richard S. Steele, Bob Costanza, Adriane Marfiak, Gary Macheel, Lou Thomas, Paul Menichini, Bruno Roussel, Tim Chilton, Jill Schachne              | A&E      |         |
| Shackleton                                    | "Part 2"                                      | Kevin Brazier, Philip Barnes, Blair Jollands, Wayne Brooks | A&E      |         |
| Uprising                                      | "Part 2"                                      | G. Michael Graham, Devon Heffley Curry, Bill Bell, Mark Steele, Anton Holden, Mike Dickeson, Kevin Fisher, Troy Allen, Tim Terusa, Scott A. Tinsley, Randal S. Thomas, Bob Costanza, Adriane Marfiak, Gary Macheel, Lou Thomas, Bob Goold, Johnny Caruso, Tim Chilton, Jill Schachne     | NBC      |         |
| 2003 (55th)                                   |                                               | |          |         |
| Hitler: The Rise of Evil                      | "Part 1"                                      | Tom Bjelic, Paul Shikata, Rob Bertola, John Douglas Smith, Garrett Kerr, Tony Currie, Allan Fung, Craig Pettigrew, Donna Powell, Marina Adam | CBS      |         |
| Frank Herbert's Children of Dune              | "Part 1"                                      | Erik Aadahl, Ulrika Akander, Jane Boegel, Tom Bognar, James J. Clinton, Russell DeWolf, Nathan Hankins, Michael Magill, Larry Mann, John Morris, Todd Murakami, Ralph Osborn, Mark Pappas, Chris Winter, Jay Wilkinson, Gary Krause, John T. Cucci, Dan O'Connell                        | Sci Fi   |         |
| Live from Baghdad                             | Live from Baghdad                             | Glenn T. Morgan, Ben Wilkins, Jon Title, Greg Hedgepath, Lisle Engle, Jon Mete, Daniel S. Irwin, Larry Kemp, Michelle Pazer, Scott Sanders, Frederick H. Stahly, Kelly Oxford, James Bladon, Diane Marshall, Michael Broomberg                                                           | HBO      |         |
| Monte Walsh                                   | Monte Walsh                                   | Joe Melody, Devon Heffley Curry, Anton Holden, Randal S. Thomas, Rusty Tinsley, Rick Crampton, Charlie Kolander, Scott A. Tinsley, Patrick O'Sullivan, Bob Costanza, Mike Dickeson, Richard S. Steele, Gary Macheel, Kevin Fisher, Steven M. Sax, James Burt, Tim Chilton, Jill Schachne | TNT      |         |
| Taken                                         | "John"                                        | David B. Cohn, Eileen Horta, Victor Iorillo, Andrew Ellerd, Benjamin Martin, Stuart Martin, Brian Thomas Nist, Robert Ramirez, David Beadle, Benjamin Beardwood, Larry Goeb, Patrick Hogan, Jason Lezama, Ralph Osborn III, Tom Scurry, Shannon Halwes, Dale W. Perry                    | Sci Fi   |         |
| 2004 (56th)                                   |                                               | |          |         |
| And Starring Pancho Villa as Himself          | And Starring Pancho Villa as Himself          | Geoffrey G. Rubay, Zack Davis, Tony Lamberti, David Williams, Karen Vassar Triest, Bruce Tanis, Carey Milbradt, Lou Kleinman, Allan K. Rosen, Nicholas Viterelli, Joshua Winget, Michael Lyle                                                                                            | HBO      |         |
| Battlestar Galactica                          | "Part 2"                                      | Jack Levy, Daniel Colman, Frank Nolan, Vince Balunas, Chris Boyett, Jeff K. Brunello, Jordan Corngold, Doug Madick, Michael Lyle | Sci Fi   |         |
| Caesar                                        | "Part 2"                                      | Mark Friedgen, Suzanne Angel, Tim Terusa, Randal S. Thomas, Rick Crampton, Anton Holden, Rusty Tinsley, Charlie Kolander, Bob Costanza, Gary Macheel, Lou Thomas, Richard S. Steele, Adriane Marfiak, Mike Dickeson, Kevin Fisher, Dave Tinsley, Tim Chilton, Jill Schachne              | TNT      |         |
| 44 Minutes: The North Hollywood Shoot-Out     | 44 Minutes: The North Hollywood Shoot-Out     | Vince Gutierrez, Scott C. Kolden, Craig A. Dellinger, Michael P. Cook, Guy Tsujimoto, Ken Dufva | FX       |         |
| Spartacus                                     | "Part 2"                                      | Mark Friedgen, Joy Ealy, Kathryn Madsen, Lou Thomas, Bill Bell, Tim Terusa, Anton Holden, William C. Carruth, Mark Steele, Mike Dickeson, Richard S. Steele, Adriane Marfiak, Gary Macheel, Bob Costanza, Kevin Fisher, James Bladon, Jill Schachne, Tim Chilton                         | USA      |         |
| 2005 (57th)                                   |                                               | |          |         |
| The Life and Death of Peter Sellers           | The Life and Death of Peter Sellers           | Tim Hands, Geoffrey G. Rubay, James Mather, Victoria Brazier, Zack Davis, Laura Lovejoy, Anna MacKenzie, Richard Ford, Felicity Cottrell, Ruth Sullivan | HBO      |         |
| The Grid                                      | "Part 4"                                      | Mark Friedgen, Devon Heffley Curry, Joy Ealy, Bob Costanza, Mike Dickeson, Gary Macheel, Mark Steele, Anton Holden, Charlie Kolander, Bill Bell, Kevin Fisher, Tom Trafalski, Tim Chilton, Jill Schachne                                                                                 | TNT      |         |
| Hercules                                      | Hercules                                      | Mark Friedgen, Joy Ealy, Mike Dickeson, Gary Macheel, Bob Costanza, Anton Holden, Allan K. Rosen, Tim Chilton, Jill Schachne | NBC      |         |
| 3: The Dale Earnhardt Story                   | 3: The Dale Earnhardt Story                   | Mark Friedgen, Joy Ealy, Anton Holden, Tim Terusa, Charlie Kolander, Mike Dickeson, Bob Costanza, Gary Macheel, Adriane Marfiak, Richard S. Steele, Bill Bell, Kathryn Madsen, Chris McGeary, Tim Chilton, Jill Schachne                                                                 | ESPN     |         |
| Warm Springs                                  | Warm Springs                                  | Richard Taylor, David Beadle, Jane Boegel, Russell DeWolf, Andrew Ellerd, Juanita F. Diana, Sonya Henry, Patrick Hogan, Eileen Horta, Jason Lezama, Stuart Martin, Todd Murakami, Brian Thomas Nist, Robert Ramirez, Mark Cookson, Ed Kalnins, James Bailey, John Benson                 | HBO      |         |
| 2006 (58th)                                   |                                               | |          |         |
| Flight 93                                     | Flight 93                                     | Harry E. Snodgrass, Mark Linden, Tara A. Paul, David Scharf, Geoff Raffan, Carlos Ramirez, Joan Rowe, Chris Julian Irwin | A&E      |         |
| Category 7: The End of the World              | "Part 1"                                      | Joe Melody, Devon Heffley Curry, Kevin Fisher, Richard S. Steele, Anton Holden, Joy Ealy, J. Michael Hooser, Burton Weinstein, Tim Terusa, Mark Steele, Sean Byrne, Bill Bell, Peter DiRado, Tim Chilton, Sharon Michaels                                                                | CBS      |         |
| Into the West                                 | "Manifest Destiny"                            | G. Michael Graham, Kristi Johns, Bill Bell, Bob Costanza, Mike Dickeson, Gary Macheel, Lou Thomas, Adriane Marfiak, Anton Holden, Burton Weinstein, Tim Terusa, Charlie Kolander, Rusty Tinsley, Jim Schultz, Jill Schachne, Tim Chilton                                                 | TNT      |         |
| Sleeper Cell                                  | "Youmud Din"                                  | Mark Kamps, Todd Murakami, Jane Boegel, Jason Lezama, Patrick Hogan, Bob Newlan, Matt Fausak, Dale W. Perry | Showtime |         |
| Stephen King's Desperation                    | Stephen King's Desperation                    | Richard Taylor, Todd Murakami, Jason Lezama, Andrew Ellerd, Bob Costanza, Brian Thomas Nist, Patrick Hogan, Mark Cookson, Mark Kamps, Robert Ramirez, Fred Judkins, Richard S. Steele, Sonya Henry, Stan Jones                                                                           | ABC      |         |
| 2007 (59th)                                   |                                               | |          |         |
| Bury My Heart at Wounded Knee                 | Bury My Heart at Wounded Knee                 | Stephen Hunter Flick, Avram D. Gold, Steffan Falesitch, Eric Hertsguaard, Patricio A. Libenson, Denise Horta, Adam Johnston, Paul Berolzheimer, Dean Beville, Jeff Sawyer, Kenneth Young, Mike Flicker, David Lee Fein, Hilda Hodges                                                     | HBO      |         |
| Broken Trail                                  | "Part 2"                                      | Kevin Howard, Rob Hegedus, Richard Calistan, Clive Turner, Jason MacNeill, Steve Copley, Carl Sealove, John Sievert, Virginia Storey | AMC      |         |
| The Librarian: Return to King Solomon's Mines | The Librarian: Return to King Solomon's Mines | Mark Friedgen, Joy Ealy, Kristi Johns, Burton Weinstein, Tim Terusa, Anton Holden, Bob Costanza, Richard S. Steele, Bill Bell, Jason Ruder, Tim Chilton, Jill Schachne | TNT      |         |
| The Path to 9/11                              | "Part 1"                                      | G. Michael Graham, J. Michael Hooser, Bob Costanza, Bill Bell, Mike Dickeson, Kevin Fisher, Anton Holden, Adriane Marfiak, Mark Steele, Joy Ealy, Devon Heffley Curry, Daniel J. Johnson, Tim Chilton, Jill Schachne                                                                     | ABC      |         |
| Tsunami: The Aftermath                        | "Part 1"                                      | Julian Slater, Paul Conway, Simon Price, Tony Currie, Peter Gates, Steve Browell, Ben Norrington, Stephen Griffiths, John Warhurst, John Fewell, Julie Ankerson | HBO      |         |
| 2008 (60th)                                   |                                               | |          |         |
| John Adams                                    | "Don't Tread on Me"                           | Stephen Hunter Flick, Vanessa Lapato, Kira Roessler, Curt Schulkey, Randy Kelley, Kenneth L. Johnson, Paul Berolzheimer, Dean Beville, Bryan Bowen, Patricio A. Libenson, Solange S. Schwalbe, David Lee Fein, Hilda Hodges, Alex Gibson                                                 | HBO      |         |
| The Andromeda Strain                          | "Part 2"                                      | G. Michael Graham, Devon Heffley Curry, Anton Holden, Tim Terusa, Daniel Tripoli, Mike Dickeson, Bob Costanza, Kevin Fisher, Richard S. Steele, Bill Bell, Erich Gann, Tim Chilton, Sharon Michaels, Bunny Andrews                                                                       | A&E      |         |
| Comanche Moon                                 | "Part 2"                                      | Joe Melody, Richard S. Steele, Suzanne Angel, Mike Dickeson, Penny Harold, Adriane Marfiak, Bill Bell, Kevin Fisher, J. Michael Hooser, Tim Chilton, Sharon Michaels, Chris McGeary | CBS      |         |
| John Adams                                    | "Unnecessary War"                             | Jon Johnson, Bryan Bowen, Kira Roessler, Vanessa Lapato, Eileen Horta, Virginia Cook-McGowan, Samuel C. Crutcher, Mark Messick, Martin Maryska, Greg Stacy, Patricio A. Libenson, Solange S. Schwalbe, David Lee Fein, Hilda Hodges, Nicholas Viterelli                                  | HBO      |         |
| Tin Man                                       | "Part 1"                                      | Anke Bakker, Brian Campbell, Kris Fenske, James Fonnyadt, Devan Kraushar, Steve Smith, Matthew Wilson, Ken Cade, Jay Cheetham, Cam Wagner, Shane Shemko, Rich Walters | Sci Fi   |         |
| 2009 (61st)                                   |                                               | |          |         |
| Generation Kill                               | "The Cradle of Civilization"                  | Stefan Henrix, Graham Headicar, Jack Whittaker, Lee Walpole, Becki Ponting, Jen Ralston, Iain Eyre, Andre Schmidt, Virginia Thorn, Andy Kennedy, Peter Burgis, Andie Derrick | HBO      |         |
| The Courageous Heart of Irena Sendler         | The Courageous Heart of Irena Sendler         | Stephen Grubbs, Suzanne Angel, Joy Ealy, Bob Costanza, Richard S. Steele, Erich Gann, Robert Webber, Christopher Kennedy, Tim Chilton, Sharon Michaels | CBS      |         |
| Into the Storm                                | Into the Storm                                | Mark Auguste, Sam Auguste, Glen Gathard, Graham Sutton, Peter Burgis, Andie Derrick | HBO      |         |
| The Librarian: Curse of the Judas Chalice     | The Librarian: Curse of the Judas Chalice     | Robert Webber, Noah Blough, Christopher Winter, Bob Costanza, Mike Dickeson, Penny Harold, Andrew Garrett Lange, Jason Ruder, Christopher Moriana, Catherine Harper | TNT      |         |
| Taking Chance                                 | Taking Chance                                 | Frank Gaeta, Rickley W. Dumm, David Grant, Tim Boggs, Johnny Caruso, Catherine Harper, Christopher Moriana | HBO      |         |
| 24: Redemption                                | 24: Redemption                                | William Dotson, Cathie Speakman, Jeffrey R. Whitcher, Pembrooke Andrews, Shawn Kennelly, Daryl Fontenault, Melissa Kennelly, Jeff Charbonneau, Laura Macias, Vince Nicastro | Fox      |         |

دهه ۲۰۱۰
| سال                                         | برنامه                                      | قسمت | نامزد ها                | شبکه |
| ------------------------------------------- | ------------------------------------------- | --- | ----------------------- | ---- |
| 2010 (62م)                                  |                                             | |                         |      |
| اقیانوس آرام                                | "جزیه پنجم"                                 | تام بيلفورت، بنیامین ایل کوک، دانیل اس ایرون، هکتور سی جیکا، چارلز ماینز، پل آولیسینو، جان سی استوور، دیوید ویلیامز، میشل پازر، جان فینکلیا، جودی توماس، کاترین روز                                          | اچ‌بی‌او                  |      |
| آلیس                                        | "جزء اول"                                   | کیربی جیننا، ملودی درولت، جیمز والاس، برائن کامبل، جای چیتام، داریو دی سانتو، کریس فنسکی، ریچ والترز، شان شیمکو، کام واگنر                                                                                   | سای فای                 |      |
| ماهی                                        | ماهی                                        | پیتر بالدک، مایکل فینبرگ، آدل فلچر، سیمون گرسون، ریچارد تودمن، جولی انکرسون | هیستوری                 |      |
| تمپل گراندین                                | تمپل گراندین                                | براین بوین، ونساس لاپاتو، پل کورتس، پترا باخ، بروس تانیس، الن سیگل، دیوید لی فین، هیلدا هودجز | اچ‌بی‌او                  |      |
| 2011 (63ـی)                                 |                                             | |                         |      |
| ستون‌های زمین                                | "کار فرشتگان"                               | مارسل پوتیئر، تام ترافالسکی، کریستین ریوست، دومینیک پیگاک، گی پلیتیر، آنتوان مورین، گی فرانکوئر | استارز                  |      |
| هر قلب انسانی                               | "جزيه دوم"                                  | آدام آرمیتج، رابین ویتاکر، کیت پرتریج، لورا لاڤژوی، الکس سوئر | پی‌بی‌اس                  |      |
| دانتون ابی                                  | "جزء اول"                                   | آدم آرمیتج، الکس سوئر | پی‌بی‌اس                  |      |
| میلدرد پیرس                                 | "جزیه پنجم"                                 | ایلیزا پلی، تونی مارتینز، توماس او نیل یونکمن، برایان دونلپ، تود کاسو، الین هایور | اچ‌بی‌او                  |      |
| 2012 (64)                                   |                                             | |                         |      |
| هیمینگوی و ژلهورن                           | هیمینگوی و ژلهورن                           | دوگلاس مورای، پیت هورنر، کیم فوسکاتو، استیو بودکتر، کیسی لانگفلدر، آندریا گارد، پات جکسون، دانیل لوری، قورو کویاما، ایندی مالکولم، جوانی دینر                                                                | اچ‌بی‌او                  |      |
| داستان ترسناک آمریکایی: خانه قتل            | "پگ"                                        | گاری میگریگیان، دیوید کلوتز استیون استور، جیسون کرین، جیسن لزاما، تیموتی ای کلیولند، بروس تانیس، سیمون کوک، زین دی بروس، جف گن، لنس ویزمن                                                                    | اف‌ایکس                  |      |
| خانواده هتفیلد و مک‌کوی                      | "جزء اول"                                   | تام بیلیچ، جان لینگ، جان دوغلاس اسمیت، مارک دیجچاک، مایکل منکوسو، درمین فینلایسون، کوین بانکز، دارل هال، آلیکس بوللیک، ناتن رابیتال، دان کینر، امیلی بوچک، استیو باین                                        | هیستوری                 |      |
| رودخانه                                     | "دکتر امت کول"                              | پاولا فيرفیلد، جيل پردي، کارلا موراي، شلي رودن، گریگ باربانل | ABC                     |      |
| شرلوک: سکندال در بلگرافیارسوایی در بلگراویا | شرلوک: سکندال در بلگرافیارسوایی در بلگراویا | جریمی چایلد، دوغ سینکلیر | پی‌بی‌اس                  |      |
| 2013 (۶۵)                                   |                                             | |                         |      |
| داستان ترسناک آمریکایی: تیمارستان           | به "برارکلف" خوش آمدید                      | گاری میگرژیان، کریستیان بوینافنتورا، جیسون کرین، استیون استور، تیموتی ای کلیولند، دیوید کلوتز آندرو اسپنسر داوسون، نوئل ووت                                                                                  | FX                      |      |
| ناوبر فضایی گالاکتیکا: خون و کروم           | ناوبر فضایی گالاکتیکا: خون و کروم           | دانیل کولمن، جک لیوی، سام سی لوئیس، وینس بالوناس، گرگ استیسی، سارا بنسیوانزا، مایکل بابر، دوگ مادک، ریچارد پارلو                                                                                             | سای فای                 |      |
| کتاب مقدس                                   | "پدايش"                                     | جیمی کیپل، مَت دیویس، رابرت برازیر، استفانو مارشتی، مارک لاوز، جریمی پریس، سیمون گرسون، رودنی برلینگ، جیسون سوانسکوت، کلیر ماهنی                                                                              | هیستوری                 |      |
| گروه شش مهر: حمله به اسامه بن لادن          | گروه شش مهر: حمله به اسامه بن لادن          | تریپ بروک، جکی جانسون، ایان شد، برایان اس ام ووت، پیتر دی لاگو، استیون آویلا، الکساندر پگ، بن ویتور، کریستوفر کالر، کیت شیل، گرگ ماور، ریک اوونز                                                             | شبکه نشنال جئوگرافیک    |      |
| دنیایی که پایان ندارد                       | "زندگی و مرگ قرون وسطی"                     | جین تاترسال، دیوید مک کالوم دایل شلدریک، میتچ بیدرمین، استیو هاموند | ریلز                    |      |
| 2014 (66)                                   |                                             | |                         |      |
| آخرین قسمش آخرین سوگند او                   | آخرین قسمش آخرین سوگند او                   | دوگ سینکلیر، استوارت مک کوان، جان جویس، پل مک فاددن، ویل ایوریت، سو هاردینگ | پی‌بی‌اس                  |      |
| داستان ترسناک آمریکایی: محفل                | "مهمات ترسناک ادامه می دهند"                | گاری میگرژیان، دیوید کلوتز تیموتی ای کلیولند، پل جی دیلر، برایان توماس نیست، استیون استور، لنس ویزمن، نوئل ووت                                                                                               | اف‌ایکس                  |      |
| بونی و کلاید                                | "جزيه دوم"                                  | رابرت ایل سیفتون، پنبروک اندروز، جوانی دینر، چتو هیل، رابرت گوستینی، مایک پیپگراس، آنیتا کانلا، امی کین | لایف‌تایم                |      |
| فارگو                                       | "مشکول کروکودیل"                            | فرانک لاراتا، کوین بوخولز، جان پیکاتیلو، اسکی لوین، جیسون لارنس، برنت پلاندن، آندرو مورگادو آدام دی کوستر | اف‌ایکس                  |      |
| کلوندایک                                    | "جزء اول"                                   | لی والپول، فرانک لاراتا، ایین ایر، اندی کندی، جیسون لورنس، کاترین توماس، جراج مرویک، سو هاردینگ | شبکه تلویزیونی دیسکاوری |      |
| شهر جنایتکاران                              | "آکسپیکر" / "باید پایین"                    | متیو تیلور، ریکلی ڈم، جیسون کنگ، تیم فارل | ترنر نتورک              |      |
| 2015 (67)                                   |                                             | |                         |      |
| هودینی                                      | "جزء اول"                                   | مایکل ج. بناونت، دیوید بیدل، تیموتی ای کلیولند، راشل کورالز، پل ج. دیلر، گاری میگریگین، ریان ماگوئر، مایکل سنا، جان اسنیدر، رابرت اولریچ، لنس ویزمن، جیم هاریسون، جوان رو                                    | هیستوری                 |      |
| جرم آمریکایی                                | "حداث اول"                                  | والتر نیومن، کانت ینگ، دارلین استوکر، بروس تانیس، پیتر رینولدز، لوئی شولتز، کاترین هارپر، گریگ باربانل | ABC                     |      |
| داستان ترسناک آمریکایی: نمایش عجایب         | "تغییر پرده"                                | گاری میگرژیان، تیموتی ای کلیولند، پل جی دیلر، استیون استور، لنس ویزمن، جیسون کرین، جان گرین، دیوید کلوتز نوئل ووت                                                                                            | اف‌ایکس                  |      |
| افزایش تگزاس                                | "جزيه چهارم"                                | جان لینگ، تام بیلیک، الکس بوللیک، تایلر ویتام، مایکل مانکوسو، آدام استاین، پتر باخ، جیل پردی، مارک دیجچاک، مارک گینگراس، درمین فینلایسون، دیل لنان، کوین بانکز، جیم هریسون، استیو باین، سیمون میلر           | هیستوری                 |      |
| ۲۴: یک روز دیگر زنده بمان                   | "7 تا 8 عصر"                                | پنبروک اندروز، جفری آر ویتچر، رابرت گوستینی، جف شاربونو، شون کنلی، ملیس کنلی، وینس نیکاسترو | فاکس                    |      |
| 2016 (68)                                   |                                             | |                         |      |
| فارگو                                       | "قصر"                                       | نیک فورشگر جو براسیال، رابرت برتولا، پال شیکاتا، مارک بنسی، جان الیوت | FX                      |      |
| داستان ترسناک آمریکایی: هتل                 | "آغاز"                                      | گاری میگریگیان، استیون استوhr، جیسون کرین، تیموتی ای کلیولند، پل جیلر، دیوید کلوتز نوئل ووت، جینجر گیری | اف‌ایکس                  |      |
| مدیر شب                                     | "جزيه پنجم"                                 | آدام آرمیتج، هاوارد بارگروف، آلیکس سوئر، پیتر میلیمندیان، بارنابی اسمیت | ای‌ام‌سی                  |      |
| ریشه‌ها                                      | "جزيه دوم"                                  | گاری میگریگیان، استوارت مارتین، آندرو داوسون، استیو م. استور، جیسون کرین، کریستیان بویناونتورا، تیموتی ای کلیولند، پل دیلر، جان اسنیدر، مارسلو دوباز، مایکل سنا، دانیل سالس، مات شلتون، نوئل ووت، جینجر گیری | هیستوری                 |      |
| شرلوک                                       | شرلوک                                       | دوگلاس سینکلیر، پل مک فاددن، جوناثان جویس، استوارت مک کوان، هاوارد بارگروف، رایل جونز جیم تیلبوت، جولی انکرسون                                                                                               | پی‌بی‌اس                  |      |
| 2017 (69)                                   |                                             | |                         |      |
| آن شب                                       | "وحش ظریف"                                  | نیکولاس رینبک، ماریسا لیتلفیلد، استیو ویسچر، روت هرناندز، سارا استرن، لوسیانو ویگنولا، اودین بنیتز، روی گارسیا، وایات اسپرگ، وارن شاو رولاند وایز، هدر گروس، دان ایوانز فارکاس، گرانت کونوی، مارکو کوستانزو  | اچ‌بی‌او                  |      |
| داستان ترسناک آمریکایی: رونوک               | "باب اول"                                   | گاری میگرژیان، استیو م. استور، جیسون کرین، تیموتی ای کلیولند، پل دیلر، دیوید کلوتز نوئل ووت | اف‌ایکس                  |      |
| فارگو                                       | "کدامین حاکم بر سرزمین انکار است؟"          | نیک فورشگر جو براسیل، مارتین گوئن جونز، برنت پیکت، کلیر دوبسون، رابرت برتالا، الکس بولیک، تایلر ویتام، مات دیکر، جان الیوت                                                                                   | اف‌ایکس                  |      |
| نابغه                                       | "آينشتين: فصل اول"                          | دانیل پایان، اریک گان، آریل مک گریل، بیل بیل، نیکولاس فیزجرالد، تیم چیلتون، جیل ساندرز | شبکه نشنال جئوگرافیک    |      |
| شرلوک: کارآگاه دروغ‌گو                       | شرلوک: کارآگاه دروغ‌گو                       | دوگلاس سینکلیر، جان سالمون جویس، استوارت مک کوان، پل مک فاددن، هاوارد بارگروف، ناتن پالمر، جیمی تالبوت، رایل جونز، سو هاردینگ                                                                                | پی‌بی‌اس                  |      |
| 2018 (۷۰)                                   |                                             | |                         |      |
| یواس‌اس کالیستر (آینه سیاه)                  | یواس‌اس کالیستر (آینه سیاه)                  | کني کلارک، مايکل ماروساس، داريو سواد، رکي بوت، اوليور فريس | نتفلیکس                 |      |
| داستان ترسناک آمریکایی: فرقه                | "بار دیگر بزرگ"                             | گاری میگریگیان، نعمان هاینز، استیو استوhr، تیموتی A. کلیولند، پل دیلر، میچل لستنر، سام مونوز، دیوید کلوتز نوئل ووت                                                                                           | اف‌ایکس                  |      |
| فارنهایت ۴۵۱                                | فارنهایت ۴۵۱                                | نیک فورشگر جو براسیل، مارتین گوئن جونز، برنت پیکت، کلیر دوبسون، رابرت برتالا، الکس بولیک، تایلر ویتام، مات دیکر، جان الیوت                                                                                   | اچ‌بی‌او                  |      |
| بی‌خدا                                       | "به خانه"                                   | ویلی استیتمن اریک هوهن، هری کوهن، گریگ سواتلووسکی، هکتور سی جیکا، لیو مارسیل، سیلوان لاسور، جیکی ژو، تام کرمر                                                                                                | نتفلیکس                 |      |
| توئین پیکس                                  | "جزيه 8"                                    | رون اینگ، دین هرلی، دیوید لینچ دیوید کوهن، کری دین ویلیامز، لوک گیبلون ویلارد اوورستریت | شوتایم                  |      |
| واکو                                        | "عمليات زمان نمايش"                         | کیلی اکسفورد، کارن تریست، میتچ بدرمین، براین استروب | پارامونت نتورک          |      |
| 2019 (71ـ)                                  |                                             | |                         |      |
| چرنوبیل                                     | "1:23:45"                                   | استفان هنریکس، جو بیل، مایکل ماروساس، هری بارنس، ایندی وید، آنا رایت | اچ‌بی‌او                  |      |
| تبصره۲۲                                     | "حداثي 1"                                   | جیری راس، داگ ماونتن، بایرون ویلسون، کریس اسلز، جف فولر، مایکل الکساندر، کلیتون وبر، کاترین هارپر، کاترین روز                                                                                                | هولو                    |      |
| "دد ووود"                                   | "دد ووود"                                   | ماندل وینتر، دانیل کولمن، بن کوک، برنارد وایزر، برائن آرمسترونگ، شان هایز، راب چن، دیانا کارلتون تیم، مایکا لیبرمن، ایرین پرین، جان سیور، استفان فریتیسللی، جیسون شاربون                                     | اچ‌بی‌او                  |      |
| کارآگاه حقیقی                               | "جنگ بزرگ و حافظه مدرن"                     | ماندل وینتر، دیوید اسپارزا، میکا لوکن، برنارد ویزر، ریان کولینز، فرناند بوس، جیسون ورمر، ایرین پرین، سارا مونات، رابین هارلان                                                                                | اچ‌بی‌او                  |      |
| وقتی آنها ما را می‌بینند                     | "جزيه چهارم"                                | جان بنسون، سوزان دوک، بروس تانیس، چیس کین، جسی پومروئی، نعمان هاینز، باببی بانکز، الیوت کورتس، مات ویلسون، سوات آیاس، جین مونار، دان لانسفورد، آلیسیا استیونسن                                               | نتفلیکس                 |      |

### دهه ۲۰۲۰
| سال                             | برنامه                                       | قسمت | نامزد ها           | شبکه |
| ------------------------------- | -------------------------------------------- | --- | ------------------ | ---- |
| 2020 (72م)                      |                                              | |                    |      |
| نگهبانان                        | "این موجود فوق العاده"                       | براد نورت، هری کوهن، جوردن ویلبی، تیفانی اس گریفیت، انتونی زلر، AJ شاپیرو، سالی بولت، زین بروس، لینسی پپر | اچ‌بی‌او             |      |
| داستان ترسناک آمریکایی: ۱۹۸۴    | "کمپ ريدوود"                                 | گاری میگرژیان، تیموتی ای کلیولند، نعمان هاینز، پاتریک هوگان، سام مونوز، دیوید کلوتز نوئل ووت | اف‌ایکس             |      |
| کاترین کبیر                     | " قسمت چهارم "                               | جیم گودارد، کریگ باترس، دانکن پریس، متیو مویت، آندرو گلن، آنا رایت، کاترین توماس | اچ‌بی‌او             |      |
| توسعه‌دهندگان                    | " قسمت سوم "                                 | گلن فریمانتل، بن بارکر، گیلین دودرز، جیمز ویچال، دنی فریمانتل ، رابرت مالون، دایو جیمز، نیکولاس فریمانتل, لیلی بلازیویچ، امیلی اوکانور                                                                                       | اف‌ایکس             |      |
| ال کامینو: فیلم بریکینگ بد      | ال کامینو: فیلم بریکینگ بد                   | نیک فورشگر تاد تون، کاترین مادسن، جین بوگل، لوک گیبلون جیسون تریگو نیومن، براینت ج. فوهرمن، جف کرانفورد، گریگ باربانل الکس اولریچ                                                                                            | نتفلیکس            |      |
| 2021 (73ـم)                     |                                              | |                    |      |
| گامبی وزیر                      | "بازي پايان"                                 | گریگ سواتلووسکی، اریک هیریش، ویلی استیتمن لیو مارسیل، مری الن پورتو، پاتریک سیکرو، جیمز دیوید ریدنگ سوم، اریک هون، تام کرمر، راشل چانس                                                                                       | نتفلیکس            |      |
| فارگو                           | "شرق/غرب"                                    | نیک فورشگر تیم بوگز، تاد نیسن، مات مندل، آدام پارش کنگ، براد باکلمن، بن شور، استف فراتیسیلی، جیسون شاربون | اف‌ایکس             |      |
| تسخیرشدگی عمارت بلای            | "دو چهره، قسمت دوم"                          | تریور گیتس، جیسون دوتس، کریستن هیلرنگر، پل بی نوکس، پیرو مورا، جیمز میلر، متیو توماس هال، مارک کافی، ریان میدوز، امی باربر، جولیا هوبرمن، برت "سنیکی" پیرس، جوناثان بروس، بن پارکر                                           | نتفلیکس            |      |
| راه آهن زیرزمینی                | "باب ۹: زمستان ایندیانا"                     | اونالی بلانک، کریس کاواتی، کیتی وود، براین پارکر، جیسون جنینس، هری کوهن، لوک گیبلون پیتو کورونن، لارس هالورسن، جان فینکلیا، هیکی کوسی                                                                                        | آمازون پرایم ویدئو |      |
| وانداویژن                       | "فائنل سری"                                  | گندولین ییتس ویتل، کیم فوسکاتو، جیمز اسپنسر، کریس گریدلی، استیو اورلاندو، اسکات گیتتو، جان بورلند، سامسون نسلوند، ریچارد گولد، جوردن مایرز، لوک دان گیلمودا، گریگ پیترسون، فرناند بوس، آنل Onyekwere، روننی براون، شیلی رودن | دیزنی پلاس         |      |
| 2022 (74ـم)                     |                                              | |                    |      |
| شوالیه ماه                      | "خدايان و وحشی‌ها"                            | بونی وایلد، مک اسمیت، کیمبرلی پاتریک، ونساس لاپاتو، مات هارتمن، تریزا ایکتون، تیم فارل، لیو مارسیل، جوئل راب، ایان چیس، آنل اونیکوار، استفانی لووری، کارل سیلو، دان او کونل، جان کوچی                                        | دیزنی پلاس         |      |
| داستان وحشتناک آمریکایی: دوگانه | "گازلایت"                                    | کریستیان بویناونتورا، استیو م. استور، دیوید بیدل، تیم کلیولند، ژینگ جیا، ساموئل مونوز، شان مک گویر، نوئل ووت | اف‌ایکس             |      |
| گسلیت                           | "سال موش"                                    | کیون بوخولز، استفانی فیلدمن، سانگ کیم، دان کرمر، آدام پارش کنگ، سام مونوز، جوردن آلدینگر، بن زلز، کریس رمل، جیکب مک ناوتن، نوئل ووت                                                                                          | استارز             |      |
| عشاء ربانی نیمه‌شب               | "کتاب هفتم: مکاشفه"                          | تریور گیتس، جوناثان ولز، کریستن هیلرنگر، جیسون دوتس، مایکل بیرد، پل نوکس، راسل تاپال، جیمز میلر، متیو توماس هال، مارک کوفی، امی باربر، جولیا هوبرمن، برت "سنیکی" پیرس، بن پارکر، جوناٿان بروس                                | نتفلیکس            |      |
| ایستگاه یازده                   | " چرخ آتش "                                  | برادلی نورت، تیفانی اس گریفیت، چاک مایکل، مات مانسل، مات کلسی، لودج وستر، براین استروب | مکس                |      |
| 2023 (75م)                      |                                              | |                    |      |
| دامر – هیولا: داستان جفری دامر  | "خداى كه مى آمرزد و خداى كه انتقام مى گيرند" | گاری میگریگین، بورجا ساو، بروس تانیس، دیوید کلوتز سام مونوز، نوئل ووت | نتفلیکس            |      |
| قفسه عجایب                      | "تلاش"                                       | نلسون فریرای جیل پردی، پل دیویس، برنارد او ریلی، پال جرمن تام جنکینز، رابرت هیددوس، روز گرگوریس، گورو کویاما | نتفلیکس            |      |
| خانم دیويس                      | "مادر رحمت: دعوت اسب"                        | برایان پارکر، کریستن هیلرنگر، ناتن افستشن، رولاند تایلندی، مات دکر، سام لوئیس، سام مونوز، الین هایور، نانسی پارکر | پیکاک              |      |
| اوبی وان کنوبی                  | "جزء ۶"                                      | متیو وود تری ترنر، آنجلا آنگ، ریان کوتا، جان بورلند، تیم فارل، مایکل لڤین، رامیرو بلگارت، نیکولاس فیزجرالد، توم برنن روننی براون، شان انگلستان                                                                               | دیزنی پلاس         |      |
| شکار                            | شکار                                         | کریس ترون، ویلیام فایلز، جسی آن اسپنس، جیمز میلر، دیگو پرز، لی گیلمور، کریستوفر بونیس، دانیل دی پرما، استیفن پرون، لزلی بلوم، شان برنن                                                                                       | هولو               |      |

## یادداشت
1. ↑  به عنوان یک جایزه داوری، نامزدها باید ۵۰٪ تایید را برای برنده شدن جایزه کسب می‌کردند. نامزد معیار را برآورده نکرد و جایزه‌ای هم داده نشد.